# Glamour (magazin)
A Glamour egy nőknek szóló divatlap, amelyet a Condé Nast Publications ad ki. Eredetileg a Glamour of Hollywood nevet viselte. Az első szám 1939-ben jelent meg az Amerikai Egyesült Államokban. 
Számos más országban is megjelenik, többek között Angliában, Svédországban, Franciaországban, Olaszországban, Németországban, Oroszországban, Görögországban, Lengyelországban, Dél-Afrikában, Magyarországon, Romániában, Hollandiában valamint Latin-Amerikában (spanyol nyelven). Hamarosan Ausztráliában is meg fog jelenni. A legtöbb országban havi rendszerességgel jelentkezik, ez alól csak Németország kivétel, mivel itt kéthetente olvasható. 
A magazin a 18 és 49 év közötti nők számára készült, divattal, női témákkal foglalkozik.
Magyarországon a Ringier Hungary Kft. kiadásában jelenik meg, a magyar kiadás főszerkesztője Maróy Krisztina.

## Helyi kiadások
Az Egyesült Királyságban 2001 áprilisában jelent meg az első lapszám. Itt hozták létre elsőként a handbag size-t, azaz a táska méretet, azzal a jelmondattal, hogy: fits in your life as well as your handbag vagyis olyan jól illeszkedik az életedbe, ahogy a táskádba.
Görög- és Németországban szezononként megjelenik a Glamour mellett a Lucky is.
Dél-Afrikában 2004 áprilisában olvashatták először a lapot. Romániában 2006. október 16-án jelent meg az első Glamour-kiadás, bruttó nyomtatott példányszáma 2018 novemberében 5000 volt.

## Magyarországi kiadás
Magyarországon a magazint a Ringier Hungary Kft. adja ki. A magyar kiadásnak 2004 szeptembere óta, a magazin indulása óta Maróy Krisztina a főszerkesztője. A magazin 2008-ban megrendezte a Stiletto Run nevű futóversenyt, ahol a hölgyeknek tűsarkúban kellett szaladniuk. Ebben a futóversenyben a gyorsaság mellett díjazták a legdivatosabb ruhát és cipőt, illetve a legkreatívabb futószettet is. Rendszeresen megrendezik a Glamour-napokat is, melyek keretében az olvasók 20-50 százalék közötti kedvezménnyel vásárolhatnak kedvenc üzleteikben országszerte. 
2008-ban osztották ki először Magyarországon a GLAMOUR Woman of the Year díjat, ahol a következő kategóriákban indultak a hírességek: legjobb divattervező, legjobb modell, legjobb színésznő, legjobb műsorvezető, legjobb énekesnő, legsármosabb férfi.
2018-ban kb. 20 000 példányban fogyott Magyarországon.
2021-ben a GLAMOUR magazin továbbra is piacvezető saját szegmensében Magyarországon, piaci részesedése 66,4%. Online kiadása, a glamour.hu a legnépszerűbb glossy szájtok között szerepel a hazai forgalmi toplistán, 2021 júliusában közel 1,2 millió egyéni látogatót vonzott.
A paywall alapú GLAMOUR Univerzum mobilapplikáció 2022 óta többféle előfizetési csomaggal exkluzív tartalmakat és kedvezményes vásárlási lehetőségeket is kínál a fogyasztóknak.